# 倫敦藝術教育學院
倫敦藝術教育學院（ArtsEd）是一所1919年建立，位於奇西克，專注於表演艺术的男女同校独立学校。由中學、第六学年和专业艺术学校組成，學生學習表演、歌唱、音樂、跳舞和音樂劇表演。

## 歷史
倫敦藝術教育學院成立於1939年，在當時被稱為“Cone-Ripman School”，是合併之後的“Cone School of Dancing”（1919年Grace Cone創始）和“Ripman School”（1922年Olive Ripman創始）。
學院一開始計劃建在倫敦的Stratford Place。但由於第二次世界大戰的爆發，學院最終在赫特福德郡的Tring成立。
1941年，在Stratford Place的學院終於開放，在Tring的分校也在1947年繼續開放，而且都被改名為“倫敦藝術教育學院”。自此之後，總校的地址一直到1986年學院買下前“Acton and Chiswick Polytechnic”後才定下（學院總院大樓現被稱作“Cone-Ripman House”）。
2000年，在Stratford Place和在Tring的學院開始變為相互獨立，而Tring的學院被重新命名為“Tring Park School for the Performing Arts”。現在，“倫敦藝術教育學院”擁有招收11－16歲的學生的專科學校與培養專業表演與音樂系的16-18歲學生的學院。
學院的校長很多年都是首席女演員 Dame Alicia Markova。她在2004年去世後，世界著名的作曲家以及戲劇製作家Andrew Lloyd Webber成為了校長。

## 校友
見 分類:倫敦藝術教育學院校友 （页面存档备份，存于）。

## 外部連結
- Acting courses at the Manchester College[]
- Details on the Manchester College website （页面存档备份，存于）